# Uramya rubripes
Uramya rubripes là một loài ruồi trong họ Tachinidae.